# Spaningsrobot

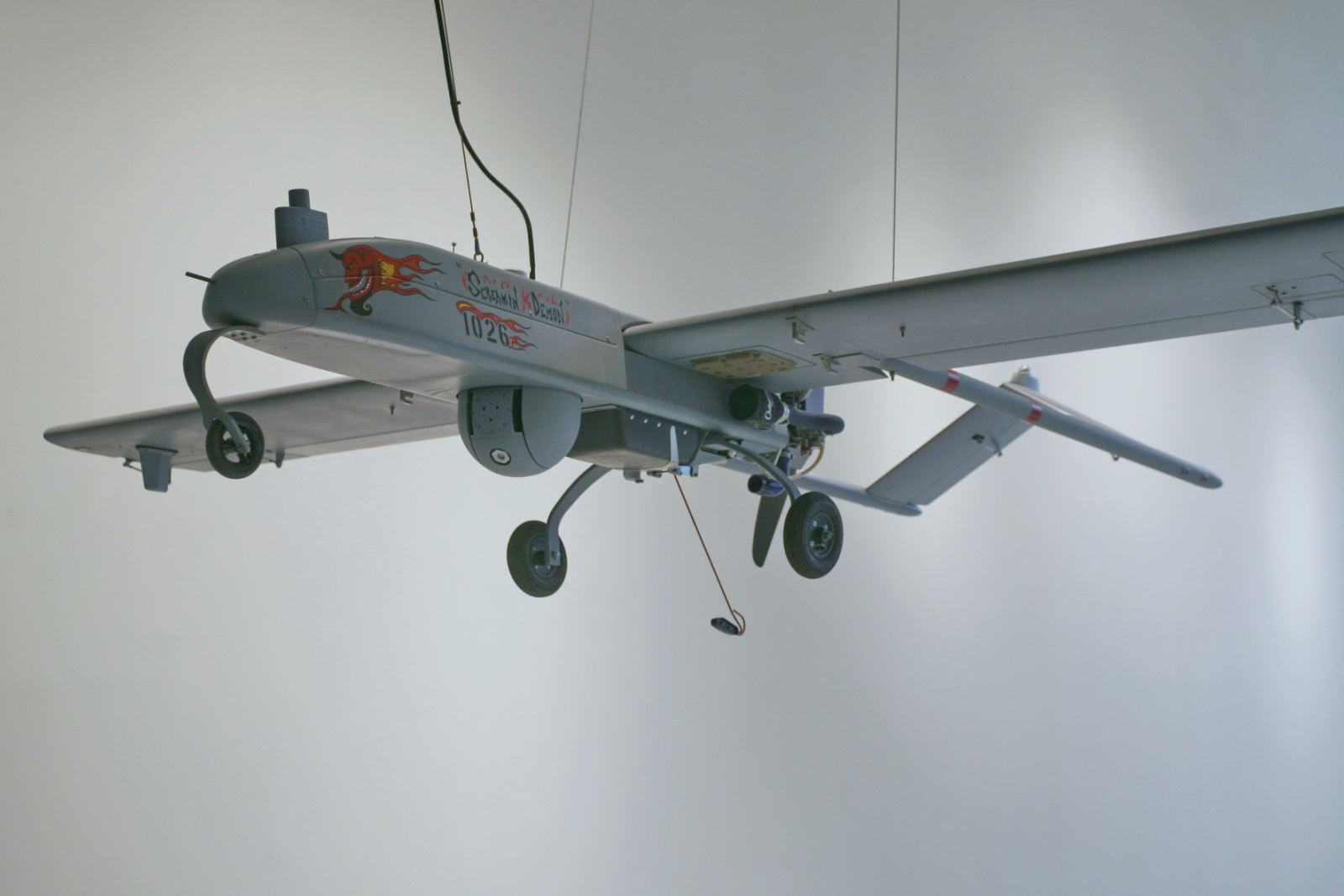
AAI RQ-7 Shadow är en medelstor spaningsdrönare som bland annat har använts av Försvarsmakten.

Spaningsrobot eller spaningsdrönare är en obemannad luftfarkost avsedd för flygspaning. De första spaningsrobotarna dök upp under Vietnamkriget där Ryan BQM-34 Firebee utrustad med kameror och signalspaningsutrustning användes av USA. Sovjetunionen följde snart efter med Tupolev Tu-141. Dessa tidiga spaningsrobotar liknade kryssningsrobotar och använde sin ringa storlek och höga fart för att undkomma bekämpning. De behövde även landas eller bärgas efter utfört uppdrag eftersom deras kameror laddades med fotografisk film.
Under kriget mot terrorismen gjorde en ny typ av spaningsrobot entré. Dessa behövde inte bekymra sig om att undgå bekämpning eftersom terrorister nästan aldrig har tillgång till kvalificerat luftförsvar. I stället var lång uthållighet och realtidsöverföring av rörliga bilder deras viktigaste egenskaper. De största spaningsdrönarna kunde även beväpnas för att anfalla mål som de upptäckte. 